# Iglesia de San Juan Bautista (Pijnacker)
La iglesia de San Juan Bautista (en neerlandés: Johannes de Doperkerk) es una iglesia católica en Pijnacker. La iglesia es cruciforme y construida en el estilo neo-romano. Fue edificada en 1892 y en ese momento estaba dentro de la diócesis de Haarlem, que más tarde pasó a llamarse diócesis de Haarlem-Ámsterdam. Cuando se volvieron a trazar los límites diocesanos se convirtió en parte de la diócesis de Róterdam. Es obra del arquitecto Adrianus Bleij. El nombre de la iglesia tiene multitud de variantes. Algunas referencias de la parroquia oficialmente la definen como "H. Joannes de Dooper", pero otras la listan como Heilige (o Sint) Johannes de Doper. Por encima de la puerta de entrada de la iglesia se encuentra un bajorrelieve que muestra el bautismo de Jesús por Juan.
El órgano fue construido en 1899 por P. J. Adema.
La iglesia es un monumento nacional registrado junto con el presbiterio adjunto.